# الدائرة الإمبراطورية الشوابية
الدائرة الشوابية (الألمانية: Schwäbischer Reichskreis أو Schwäbischer Kreis) كانت دائرة إمبراطورية في الإمبراطورية الرومانية المقدسة تأسست عام 1500 على أراضي دوقية سوابيا السابقة.
```
ومع ذلك، لم تشمل أراضي 
هابسبورغ
 الأم مثل 
النمسا السوابية
، ولا دول 
الكونفدرالية السويسرية
، ولا مناطق 
الألزاس
 غرب 
الراين
 التي كانت تابعة 
لدائرة الراين العلوي
. وقد حلّت 
الرابطة السوابية
 التي تأسست عام 1488، وهي منظمة سابقة، خلال 
الإصلاح البروتستانتي
 
والحرب الثلاثينية
 في القرن الـ16 لاحقًا.
```

## الإدارة
كان مديرو الدائرة السوابية هما أسقف كونستانس (استُبدِل بـ مارغريف بادن بعد القرار الرئيسي للجمعية الإمبراطورية عام 1803) ودوق فيتمبيرغ؛ وعادة ما عُقدت اجتماعات ديوان الدائرة في مدينة الإمبراطورية الحرة أولم. رغم تفتتها إلى مجموعة كبيرة من الولايات الصغيرة، كانت للدائرة حكومة فعالة، والتي حافظت حتى عام 1694 على جيش خاص متمركز في قلعة كيل في مواجهة التوسع الشرقي لفرنسا.
وبحلول عام 1792، كانت الدائرة السوابية تضم 88 إقليمًا، منها فقط دوقية (لاحقًا مملكة) فيرتيمبيرغ، ومارغريفية (لاحقًا إمارة كبيرة) بادن، وأسقفية أوجسبورغ التي كانت ذات أهمية. وقد قلّص القرار الرئيسي للجمعية الإمبراطورية العدد إلى 41، وحدّت Rheinbundakte عام 1806 العدد إلى سبعة (بما في ذلك الأراضي التي سقطت لبافاريا).

## التركيبة
تضمّنت الدائرة الولايات التالية:
| الاسم                     | نوع الكيان        | التعليقات |
| ------------------------- | ----------------- | --- |
| آيلن                      | مدينة إمبراطورية  | المدينة السوابية الـ35، منحها الإمبراطور كارل الرابع من لوكسمبورغ الحريّة الإمبراطورية عام 1360.                                                             |
| أوجسبورغ                  | أبرشية أميرية     | تأسست في القرن الـ11، ومنذ القرن الـ15 كانت مقرًا في ديلنجن آن دير دوناو مع المقعد الـ25 في الديوان الإمبراطوري.                                             |
| أوجسبورغ                  | مدينة إمبراطورية  | منحت الحريّة الإمبراطورية من قبل رودولف من هابسبورغ عام 1276، المدينة السوابية الثانية.                                                                      |
| بادن                      | مارغريفية         | تأسست عام 1112، انقسمت إلى بادن-دورلاخ وبدن-بادن من 1535 إلى 1771.                                                                                          |
| بادن-بادن                 | مارغريفية         | تقسيم فرعي لبادن من 1535، مقرها في راستات من 1705، إلى بادن-دورلاخ في 1771. المقعد الـ58 في الديوان الإمبراطوري.                                            |
| بادن-دورلاخ               | مارغريفية         | تقسيم فرعي لبادن من 1535، مقرها في كارلسروه من 1715. المقعد الـ60 في الديوان الإمبراطوري.                                                                   |
| بادن-هاخبيرغ              | مارغريفية         | منطقة ماركجرافلاند، ورثتها بادن عام 1503. المقعد الـ62 في الديوان الإمبراطوري.                                                                              |
| بايندت                    | دير إمبراطوري     | رتبة الدير السوابية الـ21، حصلت على الحريّة الإمبراطورية عام 1376.                                                                                           |
| بيبراخ أن در ريس          | مدينة إمبراطورية  | المدينة السوابية الـ17، منحت الحريّة الإمبراطورية من قبل رودولف من هابسبورغ عام 1281.                                                                        |
| بوندورف                   | ربطة              | استُولِي عليها من قبل دير القديس بليسيان عام 1609 للحصول على الحريّة الإمبراطورية.                                                                             |
| بوبفينغن                  | مدينة إمبراطورية  | منذ عام 1241. |
| بوخاو                     | دير إمبراطوري     | تأسس عام 819 على يد لوييس الرجولي؛ الربطة الـ11 لنهر الراين والربطة الثانية في سوابيا.                                                                      |
| بوخاو                     | مدينة إمبراطورية  | منذ القرن الـ13؛ المدينة السوابية الـ36. |
| بوخهورن                   | مدينة إمبراطورية  | منحت الحريّة الإمبراطورية من قبل رودولف من هابسبورغ عام 1275.                                                                                                |
| كونستانس                  | أبرشية أميرية     | تأسست حوالي عام 585، أكدت الحريّة الإمبراطورية من قبل فريدريك الأول بارباروسا عام 1155، مقرها في ميرسبورغ من 1526، المقعد الـ23 في الديوان الإمبراطوري.      |
| دينكلسبول                 | مدينة إمبراطورية  | منذ عام 1351. |
| إبرشتاين                  | مقاطعة            | انقرضت السلالة عام 1660، ورثتها بادن، الصوت الـ10 في مقعد السوابية.                                                                                         |
| إغلينغن                   | ربطة              | تابعة لتورن وتيكسيس من عام 1726. |
| إغلوسف                    | ربطة              | تابعة لـأبينسبيرغ من عام 1661. |
| إلتشينغن                  | دير إمبراطوري     | تأسس حوالي عام 1120، حصل على الحريّة الإمبراطورية عام 1485.                                                                                                  |
| إيلفانغن                  | أرشمندوبية أميرية | تأسس عام 1460 كخليفة لدير إيلفانغن الإمبراطوري، المقعد الـ57 في الديوان الإمبراطوري                                                                         |
| إيسلينغن                  | مدينة إمبراطورية  | منذ عام 1229. |
| فوغّر                      | فرايهيرن          | استحوذت على مقاطعة كيرشبيرغ وفيزنورن السابقتين عام 1507، نُبلت من قبل ماكسيمليان الأول عام 1511، كونتات إمبراطورية وراثية من عام 1530.                       |
| فوهرستنبرغ                | أميرية مقاطعة     | مناطق متنوعة، تأسست من وصية برتولد الخامس من زهرينغن عام 1218، فوهرستنبرغ-باار منذ 1441؛ أميرية عام 1664 مع المقعد الـ90 في الديوان الإمبراطوري             |
| فوهرستنبرغ-بلومبيرغ       | مقاطعة            | تقسيم فرعي من 1559، انقسمت مرة أخرى عام 1614. |
| فوهرستنبرغ-ميسيكيرش       | مقاطعة            | تقسيم فرعي من فوهرستنبرغ-بلومبيرغ من 1614، أصبحت رئيسية عام 1716، ورثتها فوهرستنبرغ-فوهرستنبرغ عام 1744.                                                    |
| فوهرستنبرغ-شتولينغن       | مقاطعة            | تقسيم فرعي من فوهرستنبرغ-بلومبيرغ من 1614، أصبحت رئيسية عام 1744.                                                                                           |
| فوهرستنبرغ-هايليجنبرغ     | مقاطعة            | تقسيم فرعي من 1559، رُفعت إلى أميرية ورئيسية عام 1664، انقرضت عام 1716.                                                                                      |
| غينغنباخ                  | دير إمبراطوري     | تأسس حوالي عام 730 على يد القديس بيرمين، منح لأسقفية بامبيرغ من قبل هنري الثاني عام 1007.                                                                   |
| غينغنباخ                  | مدينة إمبراطورية  | منذ عام 1360. |
| جيِنغن أن در برينز         | مدينة إمبراطورية  | منذ عام 1391. |
| غونديلفينغن               | ربطة              | استُولِي عليها من قبل بادن عام 1507. |
| غوتنزل                    | دير               | رتبة الدير السوابية الـ19 تأسست عام 1237، منحت الحريّة الإمبراطورية من قبل الإمبراطور سيغسموند عام 1437.                                                     |
| هاوْسن                     | ربطة              | إقليم حول قلعة هاوْسن، بالقرب من بيورون. استُولِي عليها من قبل فوغّر عام 1682 بعد انقراض السلالة، ثم لكاستل عام 1735.                                           |
| هِغباخ                     | دير إمبراطوري     | رتبة الدير السوابية الـ18 تأسست عام 1231، حصلت على الحريّة الإمبراطورية حوالي عام 1428.                                                                      |
| هايلبرون                  | مدينة إمبراطورية  | منحت الحريّة الإمبراطورية من قبل كارل الرابع عام 1371. |
| هايليجنبرغ                | مقاطعة            | المقاطعة السوابية الأولى، تابعة لكونتات فوهرستنبرغ من 1535.                                                                                                 |
| هيلفينشتاين               | مقاطعة            | المقاطعة السوابية السادسة، لاحقًا اشتراها بافاريا بعد الانهيار المالي عام 1627.                                                                              |
| هاوْهينِمس                  | مقاطعة            | منحت الحريّة الإمبراطورية من قبل فيرديناند الأول عام 1560، استُولِي عليها من قبل هابسبورغ عام 1765.                                                            |
| هوخِنجرولديسك              | مقاطعة            | من عام 948 إلى 1634، ثم لـبيت كرونبرغ، ثم تابعة لـبيت لاين من 1697، كونتات إمبراطورية من 1711، أميرية لاين عام 1806.                                        |
| هاوْهِنوِوين                 | ربطة              | تأسست عام 1415، مع شتولينغن التي استُولِي عليها من قبل بابنهايم عام 1582، ثم لفوهرستنبرغ-شتولينغن عام 1639.                                                   |
| هوهِنزولِرن                 | مقاطعة            | تأسست مقاطعة زولِرن في القرن الـ11، انقسمت عام 1576. |
| هوهِنزولِرن-هِشينغن          | أميرية            | تقسيم فرعي لهوهِنزولِرن من 1576، رُفعت من مقاطعة إلى أميرية عام 1623، المقعد الـ82 في الديوان الإمبراطوري                                                      |
| هوهِنزولِرن-هايجرلوخ        | مقاطعة            | ربطة سابقة لهايجرلوخ، تقسيم فرعي لهوهِنزولِرن من 1576، ورثتها هوهِنزولِرن-سيغمارينغنِن عام 1767.                                                                 |
| هوهِنزولِرن-سيغمارينغن      | مقاطعة            | تقسيم فرعي لهوهِنزولِرن من 1576، رُفعت إلى أميرية عام 1623، المقعد الـ24 في المقاطعات السوابية                                                                 |
| إيرزي                     | دير إمبراطوري     | تأسس عام 1186، حصل على الحريّة الإمبراطورية عام 1694. |
| إيسني                     | مدينة إمبراطورية  | منحت الحريّة الإمبراطورية عام 1365. |
| يوستينغن                  | ربطة              | إقليم حول قلعة يوستينغن بالقرب من шелكلينغن، استُولِي عليها من قبل فيتمبيرغ عام 1751.                                                                         |
| كايشايم                   | دير إمبراطوري     | تأسس عام 1133، ديرًا إمبراطوريًا منذ 1346. |
| كوفبويرن                  | مدينة إمبراطورية  | منحت الحريّة الإمبراطورية من قبل رودولف من هابسبورغ عام 1286.                                                                                                |
| كيمبتين                   | أرشمندوبية أميرية | تأسس عام 752، منحت الحريّة الإمبراطورية من قبل هنري الرابع عام 1062، المقعد الـ55 في الديوان الإمبراطوري.                                                    |
| كيمبتين                   | مدينة إمبراطورية  | المدينة السوابية الـ20، منحت الحريّة الإمبراطورية من قبل رودولف من هابسبورغ عام 1289.                                                                        |
| كينزيغتال                 | ربطة              | إقليم حول وُلفاخ، تابع لـفوهرستنبرغ منذ 1291. |
| كلِتغاو                    | مارغريفية         | تابعة لـسولز منذ 1410، استُولِي عليها من قبل شفارزينبيرغ عام 1698.                                                                                            |
| كونِغسيغ                   | مقاطعة            | إقليم حول غوغينهاوزن، استحوذت على المقاطعة الإمبراطورية لروثِنفلس عام 1565، فرايهيرن من عام 1621 كمقاطعة سوابية ثامنة، انقسمت عام 1622.                      |
| كونِغسيغ-أولِندورف          | ربطة              | تقسيم فرعي من كونِغسيغ من 1622، كونتية إمبراطورية من 1629، كونِغسيغ الرئيسية من 1666.                                                                         |
| كونِغسيغ-روثِنفلس           | ربطة              | تقسيم فرعي من كونِغسيغ من 1622، كونتية إمبراطورية من 1629.                                                                                                   |
| ليوتكيرش                  | مدينة إمبراطورية  | منحت الحريّة الإمبراطورية من قبل أدولف من ناساو عام 1293. |
| لينداو                    | دير إمبراطوري     | تأسس حوالي عام 822، حصل على الحريّة الإمبراطورية عام 1466 ثم تنازل عنها للمدينة.                                                                             |
| لينداو                    | مدينة إمبراطورية  | منحت الحريّة الإمبراطورية من قبل رودولف من هابسبورغ عام 1275، المدينة السوابية الخامسة عشر.                                                                  |
| ماينَو                     | قيادة             | تجميع إداري لأراضٍ تابعة لـالفرسان التيوتون منذ 1272. |
| ماركتال                   | دير إمبراطوري     | تأسس حوالي عام 776، حصل على الحريّة الإمبراطورية عام 1500.                                                                                                   |
| ميمنغن                    | مدينة إمبراطورية  | منحت الحريّة الإمبراطورية من قبل رودولف من هابسبورغ عام 1286.                                                                                                |
| ميسيكيرش                  | ربطة              | تابعة لـكونتات زيمرن منذ 1354، سقطت لـهيلفينشتاين عام 1594، فوهرستنبرغ-ميسيكيرش من 1627.                                                                    |
| ميندلهايم                 | ربطة              | تابعة لـبيت فرونديسبيرغ منذ 1467، سقطت لـدوقية بافاريا عام 1586، تابعة لـجون تشيرشل كأمير ميندلهايم من 1705 إلى 1714.                                       |
| مونتبيليارد               | مقاطعة أميرية     | لدوقات فيتمبيرغ مع المقعد الـ80 في الديوان الإمبراطوري |
| نيريسهايم                 | دير إمبراطوري     | تأسس عام 1095، تم نقض الحريّة الإمبراطورية من قبل بيت أويتينغن، أكدتها المحكمة الإمبراطورية العليا عام 1764.                                                 |
| نوردلينغن                 | مدينة إمبراطورية  | منحت الحريّة الإمبراطورية من قبل فريدريك الثاني من هوهنشتاوفن عام 1215.                                                                                      |
| أوخسينهاوسن               | دير إمبراطوري     | تأسس حوالي عام 1090، حصل على الحريّة الإمبراطورية عام 1495.                                                                                                  |
| أويتينغن                  | مقاطعة            | انقسمت عام 1522. |
| أويتينغن-أويتينغن         | مقاطعة            | تقسيم فرعي من أويتينغن من 1522، رُفعت إلى أميرية عام 1674، انقرضت عام 1731.                                                                                  |
| أويتينغن-والِرستاين        | مقاطعة            | تقسيم فرعي من أويتينغن من 1522، رُفعت إلى أميرية عام 1774.                                                                                                   |
| أويتينغن-شبيلبيرغ         | مقاطعة            | تقسيم فرعي من أويتينغن-والِربرغ من 1623، رُفعت إلى أميرية عام 1734.                                                                                           |
| أوفِنبورغ                  | مدينة إمبراطورية  | منحت الحريّة الإمبراطورية من قبل فريدريك الثاني من هوهنشتاوفن عام 1240.                                                                                      |
| بيترسهاسن                 | دير إمبراطوري     | تأسس عام 983 على يد القديس غِبْهارت من كونستانس، منحت الحريّة الإمبراطورية من قبل فريدريك الثاني من هوهنشتاوفن.                                                |
| بفلِندورف                  | مدينة إمبراطورية  | منحت الحريّة الإمبراطورية من قبل فريدريك الثاني من هوهنشتاوفن عام 1220.                                                                                      |
| رافينسبورغ                | مدينة إمبراطورية  | منحت الحريّة الإمبراطورية من قبل رودولف من هابسبورغ عام 1278.                                                                                                |
| رويتمبيرغ                 | مدينة إمبراطورية  | منذ حوالي عام 1240. |
| روجينبورغ                 | دير إمبراطوري     | تأسس عام 1126، حصل على الحريّة الإمبراطورية عام 1482. |
| روت آن دير روت            | دير إمبراطوري     | تأسس عام 1126، حصل على الحريّة الإمبراطورية عام 1376. |
| روثِنفلس                   | مقاطعة            | إقليم حول إيمِنسشتات تابع لـكونتات مونتفورت منذ 1332، استُولِي عليها من قبل كونِغسيغ عام 1565.                                                                  |
| روتينمونستر               | دير إمبراطوري     | رتبة الدير السوابية الـ20 تأسست عام 1224، منحت الحريّة الإمبراطورية من قبل فريدريك الثاني من هوهنشتاوفن عام 1237.                                            |
| روتْفيل                    | مدينة إمبراطورية  | منحت الحريّة الإمبراطورية من قبل سيغسموند من لوكسمبورغ عام 1434، عضو في الكونفدرالية السويسرية من 1519–1689.                                                 |
| زيلِم                      | دير إمبراطوري     | تأسس حوالي عام 1134، منحت الحريّة الإمبراطورية من قبل كونراد الثالث من هوهنشتاوفن عام 1142.                                                                  |
| شوسيِنريد                  | دير إمبراطوري     | تأسس من قبل روت آن دير روت عام 1183، حصل على الحريّة الإمبراطورية حوالي عام 1440.                                                                            |
| سوابيشه غموند             | مدينة إمبراطورية  | منذ حوالي عام 1250. |
| سوابيشه هال               | مدينة إمبراطورية  | منذ عام 1280. |
| سيكينغن                   | ربطة              | إقليم في كرايتشغاو، تابع لخلفاء فرسان إمبراطوري فرانز فون سيكينغن، فرايهيرن من عام 1606، كونتات إمبراطورية من 1790.                                         |
| سوِفْلينغن                  | دير إمبراطوري     | رتبة الدير السوابية الـ22 تأسست حوالي عام 1258 على يد كونتات ديلنجن، حصلت على الحريّة الإمبراطورية ضد ألم عام 1773.                                          |
| القديس جورج في إيسني      | دير إمبراطوري     | رتبة الدير السوابية الـ23 تأسست عام 1096، حصلت على الحريّة الإمبراطورية عام 1781.                                                                            |
| القديس أولريش في أوجسبورغ | دير إمبراطوري     | الربطة الـ6 لراين |
| شتاديون                   | مقاطعة            | حصلت على الحريّة الإمبراطورية عام 1705 بشراء ربطة تانهاوزن (لا تخلط بين تانهاوزن)، انقسمت إلى شتاديون-تانهاوزن وشتاديون-وارتهاوسن في 1741.                   |
| شتاوفِن                    | ربطة              | تابعة لـفرايهيرن فون شتاوفِن (غير مرتبطة بـهوهِنشتاوفن)، انقرضت عام 1602، ثم جزء من أوسترية السفلى، استُولِي عليها من قبل دير القديس بليسيان عام 1738.          |
| شتولينغن                  | مارغريفية         | تابعة لـلوبفن منذ 1251، انقرضت عام 1582، استُولِي عليها من قبل بابنهايم، إلى فوهرستنبرغ-شتولينغن في 1639.                                                     |
| تِك                        | دوقية             | فرع سابق من أسرة زهرينغن، انقرض عام 1439، منح اللقب الدوقي لـإيبِرهارد الأول من فيرتيمبيرغ من قبل ماكسيمليان الأول عام 1495.                                 |
| تِتنَنغ                     | ربطة              | تابعة لـكونتات مونتفورت، سقطت لـأوسترية السفلى عام 1780. |
| طانهاوزن                  | ربطة              | إقليم حر إمبراطوري حول تانهاوزن (لا تخلط بين شتولينغن). |
| أوبرلينغن                 | مدينة إمبراطورية  | منحت الحريّة الإمبراطورية حوالي عام 1400. |
| ألم                       | مدينة إمبراطورية  | المدينة السوابية الرابعة، حصلت على الحريّة الإمبراطورية في القرن الـ12.                                                                                      |
| أورسبيرغ                  | دير إمبراطوري     | تأسس حوالي عام 1128، حصل على الحريّة الإمبراطورية عام 1143.                                                                                                  |
| فوهرستنبرغ-سونِنبورغ       | خِدم               | إقليم حول نوزيدِرس، ربطة تابعة لـمارغريف فوهرستنبرغ منذ 1455، منحت الحريّة الإمبراطورية من قبل فريدريك الثالث عام 1463، انقرضت السلالة عام 1511.              |
| فوهرستنبرغ-تروخبورغ       | خِدم               | إقليم حول قلعة تروخبورغ بالقرب من إيسني، تابع لفوهرستنبرغ منذ 1306، كونتية إمبراطورية من 1628، انقرضت عام 1772.                                             |
| فوهرستنبرغ-شير            | خِدم               | مقاطعة فريدمبيرغ السابقة حول شير قلعة، تابعة لفوهرستنبرغ-سونِنبورغ منذ 1454، ورثتها فوهرستنبرغ-تروخبورغ في 1511، إلى تورن وتيكسيس في 1785.                   |
| وُلفِغ-زييل                 | خِدم               | إقليم حول قلعة زييل بالقرب من ليوتكيرش، تابع لفوهرستنبرغ منذ 1337، استحوذ على وُلفِغ ووالدسي من فوهرستنبرغ-تروخبورغ في 1508، انقسم في 1589.                   |
| فوهرستنبرغ-وُلفِغ           | خِدم               | تقسيم فرعي من فوهرستنبرغ-وُلفِغ-زييل من 1589، كونتية إمبراطورية من 1628، انقسمت مرة أخرى في 1667، انقرضت عام 1798.                                            |
| فوهرستنبرغ-والدسي         | خِدم               | تقسيم فرعي من فوهرستنبرغ-وُلفِغ من 1667، ورث فوهرستنبرغ-وُلفِغ في 1798، رُفعت إلى أميرية عام 1803.                                                               |
| فوهرستنبرغ-زييل           | خِدم               | تقسيم فرعي من فوهرستنبرغ-وُلفِغ-زييل من 1589، كونتية إمبراطورية من 1628، انقسمت مرة أخرى في 1674، ورثت فوهرستنبرغ-تروخبورغ في 1772، رُفعت إلى أميرية عام 1803. |
| فوهرستنبرغ-فورزاخ         | خِدم               | تقسيم فرعي من فوهرستنبرغ-زييل من 1674، رُفعت إلى أميرية عام 1803.                                                                                            |
| وانغِن                     | مدينة إمبراطورية  | منحت الحريّة الإمبراطورية من قبل رودولف من هابسبورغ عام 1286.                                                                                                |
| فايل                      | مدينة إمبراطورية  | منذ حوالي عام 1275. |
| واينغارتِن                 | دير إمبراطوري     | تأسس عام 1056 على يد دوق وِلف الأول من بافاريا، حصل على الحريّة الإمبراطورية عام 1274.                                                                        |
| وايسِناو                   | دير إمبراطوري     | تأسس عام 1145، حصل على الحريّة الإمبراطورية حوالي عام 1257.                                                                                                  |
| فيتنهاوسيِن                | أرشمندوبية أميرية | تأسس عام 1130. |
| فيِنسشتايغ                 | ربطة              | تابعة لـهيلفينشتاين، انقسمت بين فوهرستنبرغ ودوقية بافاريا في 1627.                                                                                          |
| وِمْفِن                      | مدينة إمبراطورية  | منذ حوالي عام 1300. |
| فيتيمبيرغ                 | دوقية             | مقاطعة فيِرتِمبرغ تأسست في القرن الـ12، رُفعت إلى دوقية عام 1495 من قبل ماكسيمليان الأول، المقعد الـ52 في الديوان الإمبراطوري.                                 |
| زل آم هارمرسباخ           | مدينة إمبراطورية  | منذ القرن الـ14. |
| زفيهفالتن                 | دير إمبراطوري     | تأسس عام 1089، حصل على الحريّة الإمبراطورية من فيرتيمبيرغ عام 1750.                                                                                          |

## وصلات خارجية
- قالب:تصنيف مشترك-inline

قالب:الدائرة السوابية
قالب:دوائر الإمبراطورية الرومانية المقدسة
قالب:التحكم في السلطة